# Chełmy (Zgierz)
Chełmy – dawniej samodzielna wieś, od 1954 część miasta Zgierza w województwie łódzkim, w powiecie zgierskim. Leży nad Bzurą, na południowym wschodzie Zgierza, w rejonie ulicy Chełmskiej. 
Wchodzi w skład osiedla Krzywie-Chełmy, stanowiącego jednostkę pomocniczą gminy Zgierz.

## Historia
Dawniej samodzielna miejscowość. Od 1867 w gminie Łagiewniki. W okresie międzywojennym należało do powiatu łódzkiego w woj. łódzkim. W 1921 roku wieś Chełmy liczyła 172 mieszkańców. 
W 1930 architekt Adolf Goldberg opracował projekt miasta ogrodu „Uroczysko Chełmy”. Koncepcję zmodyfikował mierniczy przysięgły Zenon Zarzycki, dzieląc 82 ha lasu na 324 działki. Z koncepcji zrealizowano kilkanaście prywatnych budynków letniskowych i sanatorium dla astmatyków doktora Rakowskiego wg projektu Wiesława Lisowskiego. Z zaprojektowanych elementów nie zrealizowano dwóch rynków, kościoła, szkoły, lecznicy i ośrodka sportowego.
1 września 1933 Chełmy utworzyły gromadę w granicach gminy Łagiewniki. Podczas II wojny światowej włączono do III Rzeszy.
Po wojnie Chełmy powróciły do powiatu łódzkiego woj. łódzkim. 13 lutego 1946 zniesiono gminę Łagiewniki, a Chełmy włączono do gminy Lućmierz, gdzie odtąd stanowiły jedną z jej 19 gromad. W związku z reorganizacją administracji wiejskiej jesienią 1954, Chełmy włączono do Zgierza.